# Sắc tộc

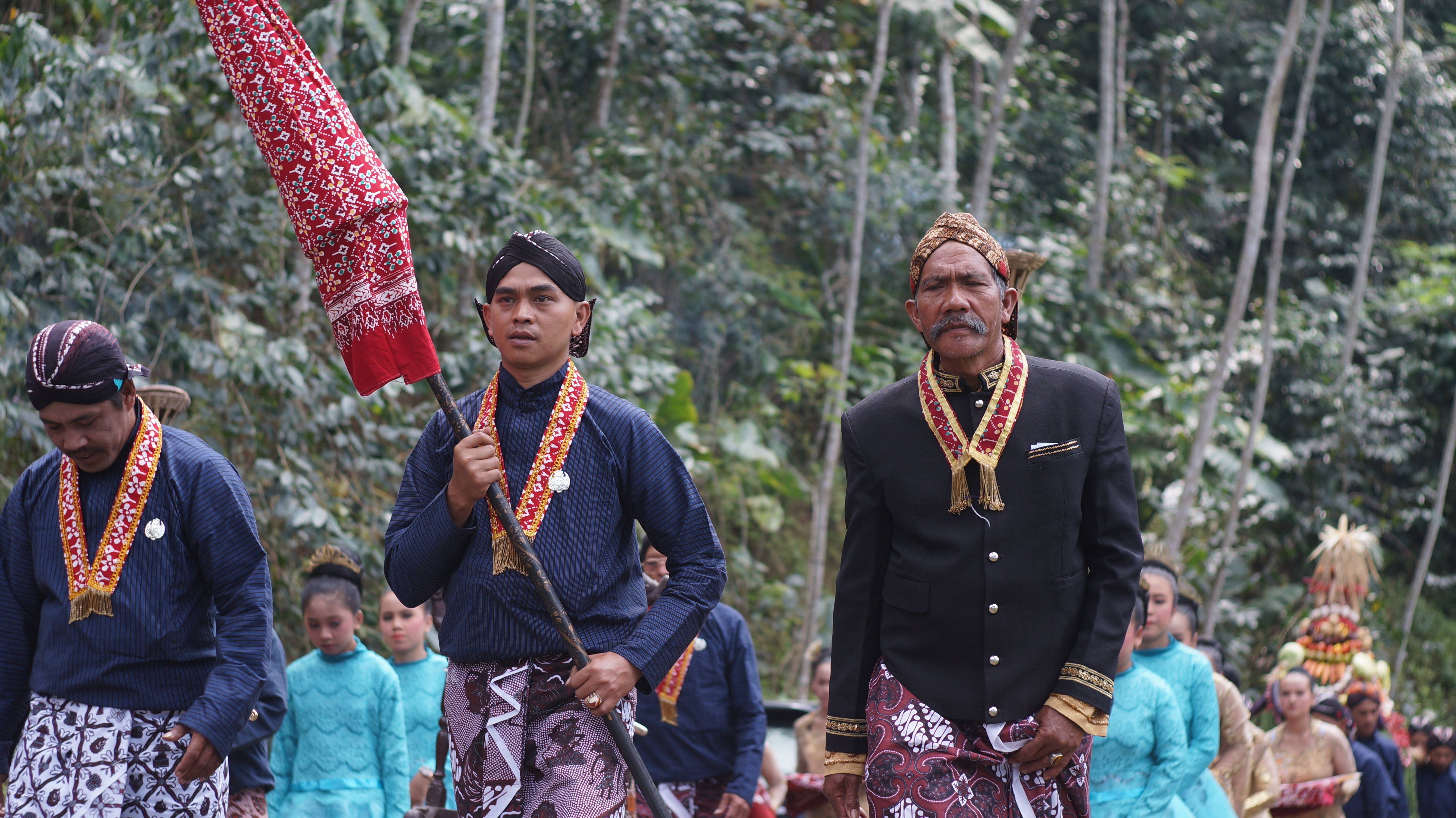
Người Java ở Indonesia là sắc tộc Nam Đảo lớn nhất.

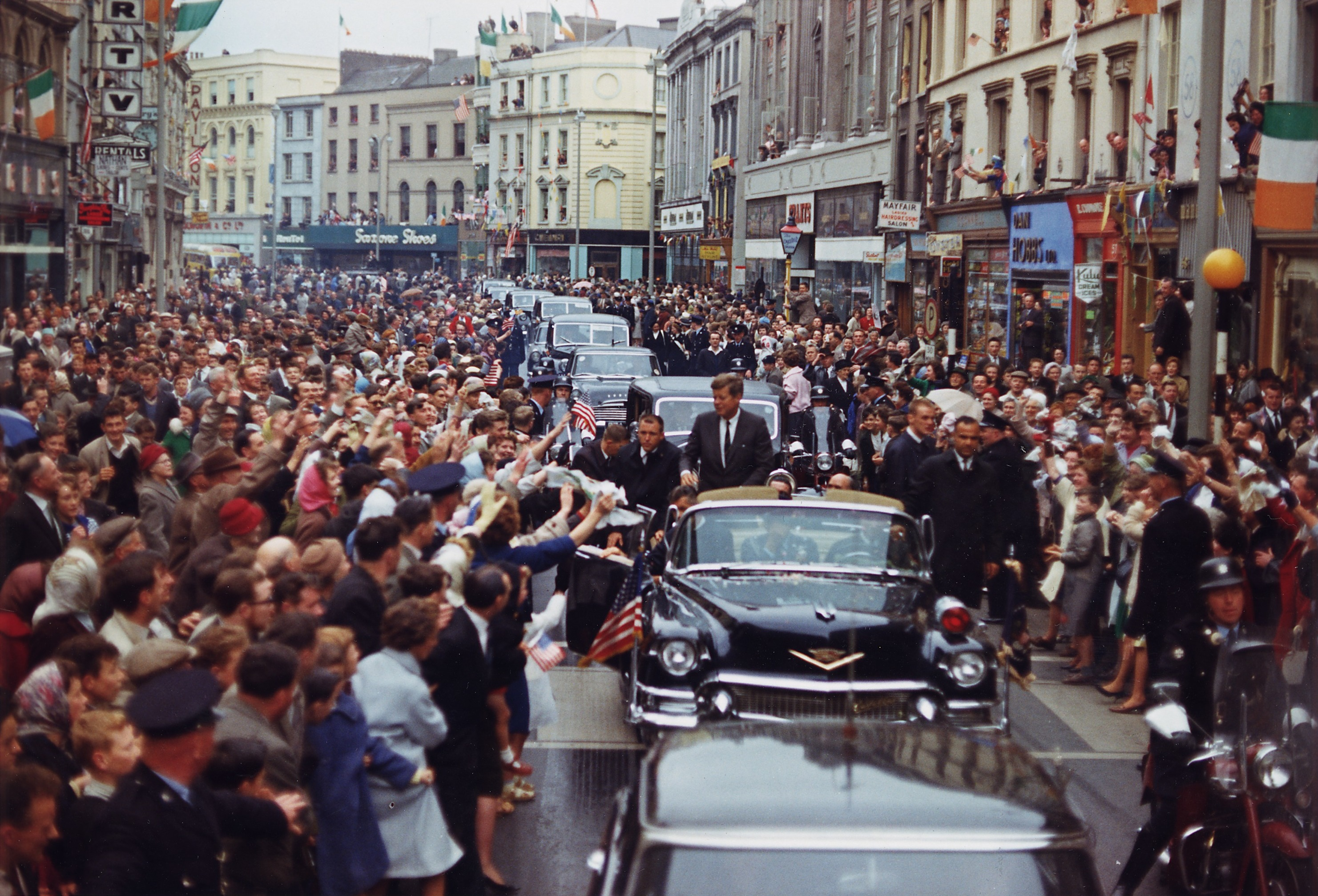
Người Ireland là sắc tộc chủ yếu tại Ireland, có khoảng 70–80 triệu người trên thế giới nhận mình có nguồn gốc Ireland.

Sắc tộc hay tộc người (tiếng Anh: ethnicity) hiện nay nhiều khi còn gọi là dân tộc, là một nhóm người nhận dạng với nhau dựa trên các đặc điểm được cho là phân biệt họ với các nhóm người khác. Những đặc điểm này bao gồm di sản văn hóa, nguồn gốc tổ tiên, lịch sử chung, ngôn ngữ, phương ngữ, nơi ở, và có thể những khía cạnh khác như tôn giáo, thần thoại và nghi lễ, ẩm thực, trang phục, đặc điểm cơ thể.